# 细弱隐子草
细弱隐子草（学名：Cleistogenes gracilis）为禾本科隐子草属下的一个种。